# Зворотний проксі
Зворотний проксі-сервер (англ. reverse proxy) — тип проксі-сервера, який ретранслює запити клієнтів із зовнішньої мережі на один або кілька серверів, логічно розташованих у внутрішній мережі.

## Використання зворотних проксі
Зворотні проксі можуть приховувати існування та характеристики сервера або серверів-джерел.
Функції брандмауера додатків можуть захищати від поширених вебатак, таких як атака «відмова в обслуговуванні» (DoS) або розподілені атаки «відмова в обслуговуванні» (DDoS). Без зворотного проксі, наприклад, видалення шкідливого програмного забезпечення або ініціювання видалення може стати важчим.
У випадку безпечних вебсайтів, вебсервер може не виконувати шифрування TLS сам, а замість цього вивантажити завдання на зворотний проксі, який може бути обладнаний апаратним забезпеченням прискорення TLS.
Зворотний проксі може розподіляти навантаження від вхідних запитів до декількох серверів, при цьому кожен сервер обслуговує свою область застосування. У разі зворотного проксі в сусідстві вебсерверів, зворотному проксі може знадобитися перепис URL в кожному вхідному запиті, щоб відповідати відповідному внутрішньому розташуванню запитаного ресурсу.
Зворотний проксі-сервер може зменшити навантаження на його вихідні сервери за допомогою кешування статичного вмісту, а також динамічного змісту — синоніма: Зворотний проксі-сервер може оптимізувати вміст, стиснувши його, щоб прискорити час завантаження.
Зворотні проксі-сервери можуть працювати там, де кілька вебсерверів повинні бути доступні через одну загальнодоступну IP-адресу. Зворотний проксі аналізує кожен вхідний запит і доставляє його на потрібний сервер у межах локальної мережі.
Зворотні проксі-сервери можуть виконувати тестування A / B і багатоваріантне тестування без розміщення тегів або коду JavaScript на сторінках.
Зворотний проксі-сервер може додати основну автентифікацію доступу HTTP до вебсервера, який не має будь-якої автентифікації.